# هوهنولزن
هوهنولزن (به آلمانی: Hohenölsen) یک منطقهٔ مسکونی در آلمان است که در وایدا واقع شده‌است.
 هوهنولزن  ۶۰۷ نفر جمعیت دارد.